# Liste der denkmalgeschützten Objekte in Muckendorf-Wipfing
Die Liste der denkmalgeschützten Objekte in Muckendorf-Wipfing enthält die denkmalgeschützten, unbeweglichen Objekte der Gemeinde Muckendorf-Wipfing im niederösterreichischen Bezirk Tulln.

## Denkmäler
| Foto |                 | Denkmal                                                   | Standort                                  | Beschreibung | Metadaten |
| ---- | --------------- | --------------------------------------------------------- | ----------------------------------------- | --- | --- |
| ja   | Datei hochladen | Ortskapelle HERIS-ID: 25649 Objekt-ID: 22085              | Tullner Straße 20 Standort KG: Muckendorf | Schlichter Bau aus dem 18. Jahrhundert, eingezogene Rundapsis und Dachreiter über der Giebelfront. Kruzifix aus der 2. Hälfte des 19. Jahrhunderts. | BDA-Hist.: Q37895506 Status: § 2a Stand der BDA-Liste: 2025-06-30 Name: Ortskapelle GstNr.: 1162 Ortskapelle (Muckendorf)          |
| ja   | Datei hochladen | Bildstock HERIS-ID: 25647 Objekt-ID: 22083                | Standort KG: Muckendorf                   | Tabernakelpfeiler über Sockel mit abgefasten Ecken und Stumpfpyramidenhaube aus der 2. Hälfte des 18. Jahrhunderts.                                 | BDA-Hist.: Q37895493 Status: § 2a Stand der BDA-Liste: 2025-06-30 Name: Bildstock GstNr.: 480/14 Bildstock (Muckendorf)            |
| ja   | Datei hochladen | Ortskapelle hl. Leonhard HERIS-ID: 26578 Objekt-ID: 23062 | Hauptstraße 9 Standort KG: Wipfing        | Quadratische Kapelle mit Dachreiter, Rundapsis und Volutengiebel aus dem 2. Viertel des 19. Jahrhunderts.                                           | BDA-Hist.: Q37902555 Status: § 2a Stand der BDA-Liste: 2025-06-30 Name: Ortskapelle hl. Leonhard GstNr.: .29 Ortskapelle (Wipfing) |